# Hieracium subviolascentiforme
Hieracium subviolascentiforme là một loài thực vật có hoa trong họ Cúc. Loài này được (Pohle & Zahn) Üksip mô tả khoa học đầu tiên năm 1960.